# Bally-Park

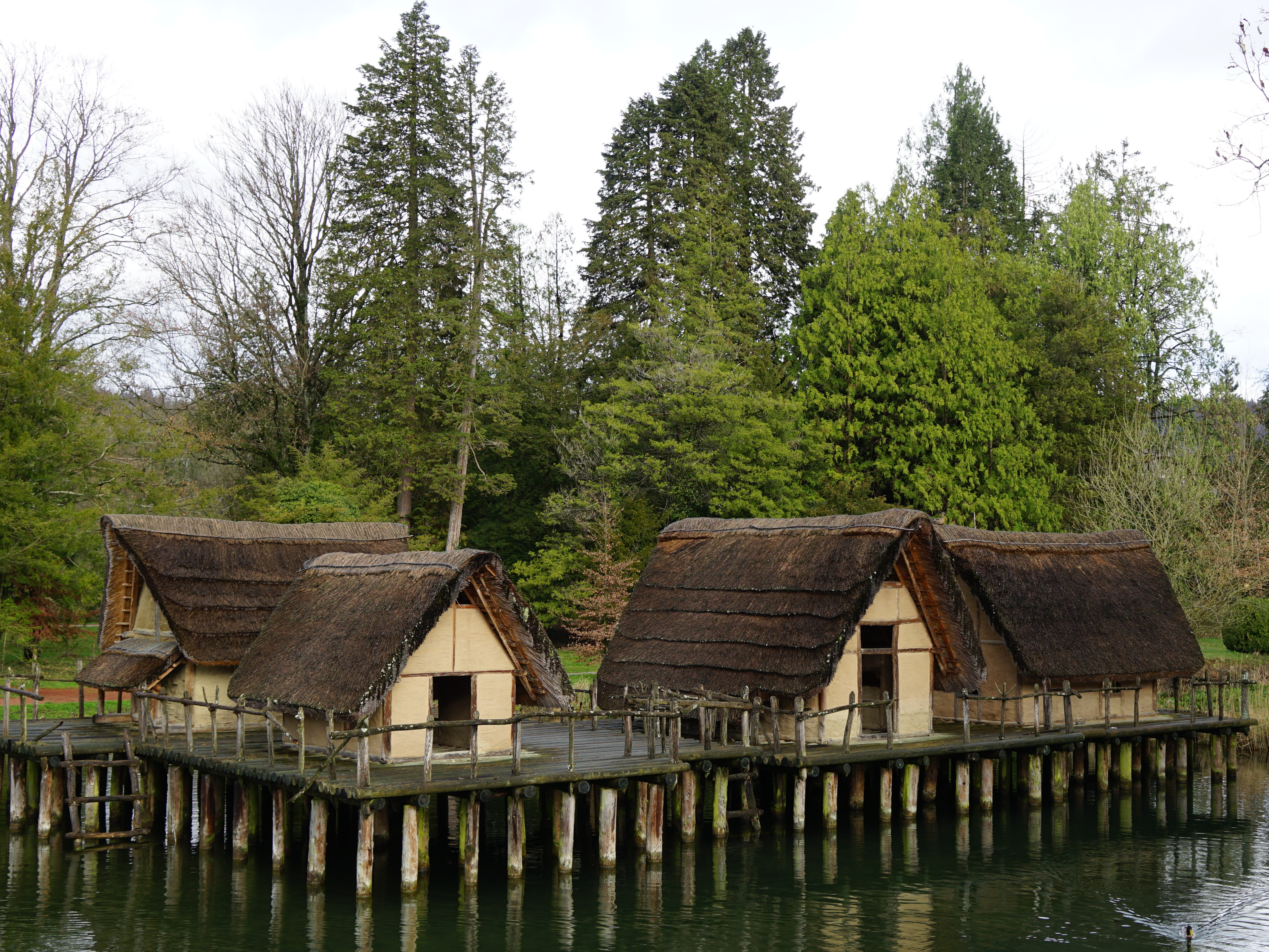
Pfahlbauten im Bally-Park, 2023

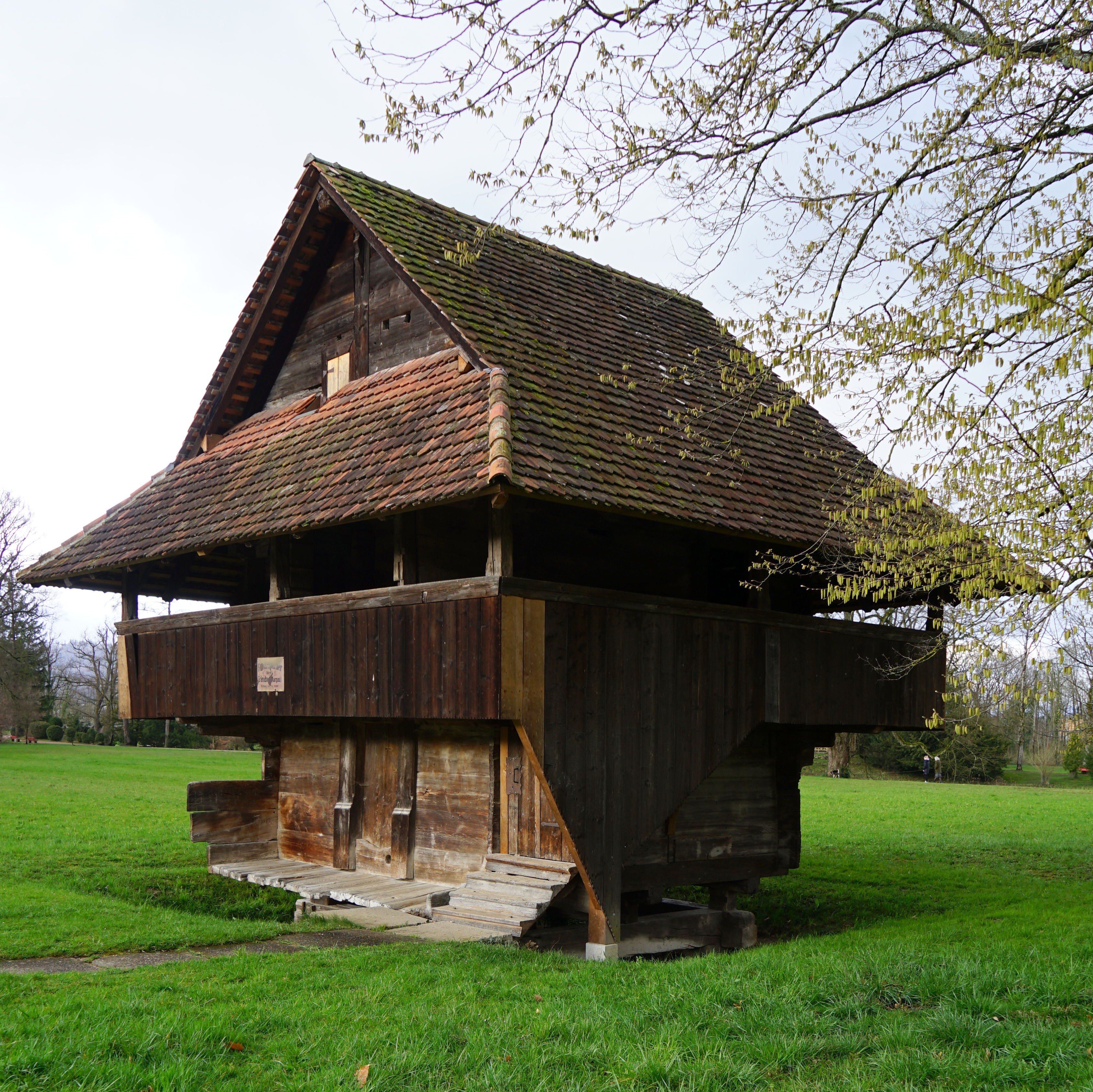
Fruchtspeicher, 2023

Der Bally-Park der Schuhfabrik Bally ist ein Landschaftsgarten in Schönenwerd im Schweizer Kanton Solothurn. Die von 1868 bis 1929 gestalteten Anlagen stehen als Kulturgut von nationaler Bedeutung und Teil des Bally-Areals unter Denkmalschutz.

## Lage und Schutzobjekte
Das ehemalige Kosthaus («BallyHouse») liegt südwestlich des Bahnhofs und bildet den nördlichen Kopfbau des Parks, der sich zwischen der Aare und der Bahnlinie nach Süden bis auf das Gebiet der Gemeinde Gretzenbach erstreckt. Nördlich des Kosthauses stehen Bauten der ehemaligen «Unteren Fabrik» mit der Herrenschuhfabrik.
Im Schweizerischen Inventar der Kulturgüter von nationaler Bedeutung (Kategorie A) ist der Park mit folgenden Objekten eingetragen:
- Kosthaus, nach Entwurf von Karl Moser 1919 fertiggestellt, das halbrunde Rasenrondell vor dem Gebäude wurde 1923 angelegt
- Fruchtspeicher, das hölzerne Bauwerk stand vor der Fabrik in Gränichen im Aargau. Es wurde 1588 erbaut und 1910 in den Park versetzt.
- «Pagode», im Jahr 1890 als chinesischer Pavillon angelegte filigrane Holzkonstruktion, 2008 restauriert
- Pfahlbauten, 1890 als museale Objekte errichtet, mehrmals saniert, 2007 durch Hochwasser zerstört, bis 2009 vollkommen erneuert
- Parkanlage mit Fabrikkanal und eiserner Brücke
  - «Alte Anlagen», 1868 angelegt und bis 1970 erheblich reduziert, östlich des Kanals «rudimentär erhalten»[4]
  - «Neue Anlagen», 1888 angelegt, 1918 verkleinert, von 1925 bis 1929 umgestaltet
  - Fabrikkanal, 1868 angelegt und 1888 erweitert

Weitere Staffagebauten im Park sind die «Grotte» (1890) mit imitierter Nagelfluhstruktur, das «Wald-» bzw. Pumpenhaus (1908), das bis 1962 die Gemeinde und bis 2002 die Firma Bally mit Wasser versorgte, das Maschinenhaus (1921) mit der Parkweiherpumpe sowie das Portierhäuschen (1905).

## Geschichte

Im Vordergrund die «Untere Fabrik» und rechts die «Alten Anlagen» des Parks zwischen Fabrikkanal und Bahn (Idealbild von 1880)

In der ersten Hälfte des 19. Jahrhunderts wurden die Bänder Peter Ballys in Heimarbeit hergestellt. Das «Neue Haus», später die Werkschule war der 1837 der erste Industriebau der Ballys. Im Jahr 1851 gründeten Carl Franz Bally und sein Bruder Fritz «Bally & Co.», als zweite Schuhfabrik der Schweiz. Die ersten Bauten der «Oberen Fabrik» wurden 1854 errichtet, 14 Jahre später folgte der erste Park auf dem trockengelegten Schachen. Mit der Elastikweberei von 1868 und den Sheddächern der mechanischen Schusterei von 1871 entstanden Bauten der «Unteren Fabrik», unzählige Bauetappen folgten.
Der Gewerbekanal wurde 1868 erbaut. Über Transmissionen wurden die Maschinen der Elastic- und Schuhfabrik angetrieben. Zwischen dem Kanal und der Bahn wurden die «Alten Anlagen» angelegt. Zu  den Staffagebauten gehörte eine Pyramide (siehe Bild). Der Gretzenbacherbach wurde 1877 zur Verschönerung durch die Anlagen geleitet. Sieben Jahre später wurde eine Badeanstalt errichtet. Nach der Aarekorrektion wurden von 1888 bis 1890 die «Neuen Anlagen» zwischen dem erweiterten Fabrikkanal und dem verlegten Bett des Flusses geschaffen. Zur Staffage gehören Grotte, chinesischer Pavillon, «Waldkapelle» und die Pfahlbauten. Der alte Aarearme wurde in ein System von Weihern umgeformt. Mit einer Fläche von 150'000 Quadratmetern hatte der Park 1902 seine grösste Ausdehnung. Von 1888 bis 1917 lieferte ein Generator Strom für die Fabrik in Niedergösgen. Die Parkanlagen waren in grossen Teilen öffentlich zugänglich gingen 1892 aus dem Privateigentum von Carl Franz Bally an die Firma über. Die Badeanstalt wurde 1888 bedeutend vergrössert, das Wellenbad war allerdings nur kurzzeitig in Betrieb. Sie war von jeher dem Publikum zugänglich und wurde von den Schulen unentgeltlich benutzt. Sie hatte drei Badebassins. Im Jahre 1915 kostete der Besuch der Schwimmbäder 5 Cts. … Die Douchen kosten 10 Cts. & die Wannenbäder 20 bis 30 Cts., letztere beiden incl. Badtuch. Das Bad fiel Fabrikerweiterungen zum Opfer.
Von 1910 bis 1970 wuchs die Industrie in den Park. Insbesondere die «Alten Anlagen» wurden überbaut. Mit dem Elektrizitätswerk Olten-Gösgen entstand bis 1917 das damals grösste Laufwasserkraftwerk der Schweiz. Der Fabrikkanal wurde stehendes Gewässer. Wegen der Aufgabe der Wasserrechte wurde Bally ab 1918 mit kostenfreier elektrischer Energie beliefert. Zwecks Kohleersparnis wurden ausserhalb der Betriebszeiten die Kessel der betrieblichen Fernheizung sowie der Badeanstalt elektrisch beheizt.
Nach dem Bau des Kosthauses wurde der Park von 1925 bis 1929 durch die Gebrüder Mertens im «Neuen Gartenstil» umgestaltet und bis 1950 weiterentwickelt sowie gepflegt. Das 1905 erbaute Portierhäuschen wurde 1952 von der «Oberen Fabrik» in den Bally-Park versetzt. Die nie kirchlich genutzte «Waldkapelle» musste 1976 wegen Baufälligkeit abgebrochen werden. Das Arboretum konnte mit dem privaten Teil der Anlagen ab 1996 von der Öffentlichkeit genutzt werden.
Bally wurde 1977 Teil des Oerlikon-Bührle Konzerns. Die Investmentgesellschaft Texas Pacific Group (TPG) erwarb 1999 das Unternehmen Bally, schloss den Betrieb in Schönenwerd und verlegte Firmensitz und Produktion ins Ausland. Die Immobilien kamen über Oerlikon-Bührle an eine Tochtergesellschaft. Der Park mit etwa 150'000 Quadratmeter Fläche wurde 2001 den Einwohner- und Bürgergemeinden von Schönenwerd, Niedergösgen und Gretzenbach geschenkt und unter Denkmalschutz gestellt. Seit 1996 werden Unterhalt und Pflege durch das Arbeitslosen-Beschäftigungs-Projekt «Pflege Bally-Park» ausgeführt, das Konzept des «Neuen Gartenstils» wird 2006 aufgegeben. Die neue «Eiserne Brücke» stammt von 2003, eine Hängebrücke von 2006.

## Baumbestand
Der Park hat alten Baumbestand, die exotischen Bäume brachten Familienmitglieder von ihren Reisen mit. Zu ihnen gehören ein mächtiger Mammutbaum, Thuja, Eiben und ein Trompetenbaum. Die Blickachsen des Landschaftsgartens führten beispielsweise auf die Burgruine in Niedergösgen (seit 1904 Schlosskirche), das «Schlössli» und die Kirchtürme von Gretzenbach und Schönenwerd.

## Belege
1. ↑  Kantonsliste A- und B-Objekte Kanton SO. Schweizerisches Kulturgüterschutzinventar mit Objekten von nationaler (A-Objekte) und regionaler (B-Objekte) Bedeutung. In: Bundesamt für Bevölkerungsschutz BABS – Fachbereich Kulturgüterschutz, 1. Januar 2024, S. 9,  abgerufen am 7. Februar 2023. (PDF; 303 kB, 9, Revision KGS-Inventar 2021 (Stand: 1. Januar 2023)).
2. ↑  KGS-Nr.: 9288 in Schönenwerd bzw. Nr. 14000 in Gretzenbach.
3. ↑  ch.babs.kulturgueter: Bally-Areal. Abgerufen am 12. April 2024.
4. 1 2  cityparks.ch: Bally-Park. Abgerufen am 12. April 2024.
5. ↑  Georges Bürgin: Bally-Park. Staffagen. Abgerufen am 12. April 2024.
6. ↑  Valerie Girsberger: Shedbauten. In: Fotos erzählen Dorfgeschichte. Ausstellung zum Thema «Unser Schönenwerd – mein Dorf» im Altersheim Haus im Park. In: Chrone-Zitig. Nr. 37 (PDF, 14,2 MB). Schönenwerd (Juni 2012). S. 32.
7. 1 2 3 4  Philipp Abegg, ballyana.ch: Dossier Bally-Park. Abgerufen am 12. April 2024.
8. 1 2 3 4 5  Georges Bürgin: Bally-Park. Geschichte. Abgerufen am 12. April 2024.
9. ↑  Georges Bürgin: Bally-Park. Informationen. Abgerufen am 12. April 2024.
10. ↑  schoenenwerd.ch: Bally-Park. Abgerufen am 12. April 2024.

Koordinaten: 47° 22′ 0,3″ N, 7° 59′ 46,4″ O; CH1903: 642119 / 246362